# میریام دی سان سرولو
میریام دی سان سِـروُلو (ایتالیایی: Miriam di San Servolo؛ ۳۱ مهٔ ۱۹۲۳ – ۲۴ مهٔ ۱۹۹۱) با نام اصلی ماریا پتاچی یک هنرپیشه اهل ایتالیا بود.
خواهر بزرگ او کلارا پتاچی معشوقهٔ بنیتو موسولینی بود که در ۲۸ آوریل ۱۹۴۵ اعدام شد.